# Yannick Van de Velde
Yannick Van de Velde (Wilrijk, 12 januari 1990) is een Belgische pianist.

## Levensloop
Van de Velde studeerde aan het Koninklijk Conservatorium van Antwerpen bij Levente Kende, het Koninklijk Conservatorium van Brussel bij Jan Michiels, de Universiteit voor de Kunsten Berlijn bij Klaus Hellwig, Scuola di Musica Fiesole bij Eliso Virsaladze en aan het Centre Musicale Eduardo Del Pueyo bij Jean-Claude Vanden Eynden.
In 2012 won hij de 'Prix de la Fondation Chopin, Artiste de l'année', uitgereikt in het stadhuis van Brussel. In 2013 won hij de eerste prijs van de Nany Phillepart Competition. In 2014 won hij de 'Prix d'Argent', de 'Prix du Public' en de prijs voor beste vertolking van het opgelegde werk in de Concours International Piano Campus in Parijs. Dat jaar werd hij ook finalist van de Ferruccio Busoni International Piano Competition in Italië. In 2016 behaalde Van de Velde de eerste prijs in de Virtuoso & Belcanto Piano Competition Lucca, Italië.
Van de Velde speelde concerto's van Mozart, Beethoven en Rachmaninov. In 2015 creëerde hij het werk Dreams voor piano en orkest van componist Jean-Frédéric Neuburger in Parijs.
- Library of Congress Control Number: no2017108123
- MusicBrainz: 22f9365e-290a-45ff-8924-5fcb4ba3e385
- Virtual International Authority File: 272149717299610950086
- WorldCat: E39PBJr3ybCYWj8MBjKWBR9dQq